# Carolyn Rodrigues
Carolyn Allison Coleues-Birkett (sinh ngày 16 tháng 9 năm 1973 ) là một chính trị gia người Guyana từng giữ chức Bộ trưởng Bộ Ngoại giao Guyana từ năm 2008 đến 2015.

## Cuộc đời và sự nghiệp
Coleues, người Amerindian, được sinh ra ở Moruca, vùng Barima-Waini. Sau khi theo học tại một trường tư ở Georgetown, bà đã nhận được học bổng tại Amerindians  và theo học quản trị kinh doanh tại Đại học Regina ở Canada sau đó trở về Guyana vào năm 1993. Bà được học bổng yêu cầu làm việc cho các cộng đồng Amerindian, và kết quả là bà rời công ty gỗ nơi bà làm việc và thay vào đó làm việc cho Chương trình cải thiện tác động xã hội của Ngân hàng phát triển liên Mỹ (SIMAP) ở Guyana, mặc dù có nghĩa là trả ít hơn 65%. Bà trở thành Điều phối viên của Chương trình Dự án Amerindian của SIMAP, giữ chức vụ đó cho đến năm 2001, khi bà đi học về công tác xã hội tại Đại học Guyana.
Coleues được bổ nhiệm vào Nội các với tư cách là Bộ trưởng Bộ Amerindian vào tháng 4 năm 2001. Sau cuộc tổng tuyển cử năm 2006, bà được bổ nhiệm lại làm Bộ trưởng Bộ Amerindian và tuyên thệ vào ngày 4 tháng 9 năm 2006. Sau bảy năm làm Bộ trưởng Bộ Amerindian, bà được bổ nhiệm làm Bộ trưởng Bộ Ngoại giao vào ngày 9 tháng 4 năm 2008, thay thế Rudy Insanally. Bà đã tuyên thệ vào ngày 10 tháng 4 
Coleues tiếp tục giữ chức Bộ trưởng Bộ Ngoại giao cho đến khi Đảng Tiến bộ Nhân dân (PPP) thua cuộc tổng tuyển cử tháng 5/2015. Sau đó, bà đã được đề nghị một vị trí trong danh sách các nghị sĩ của PPP, nhưng bà đã chọn không tham gia Quốc hội, thích làm việc ở nước ngoài.